# Kang We-seok
Kang We-seok(coreano:강의석 姜義錫, 25 de agosto de 1986) é um ativista dos direitos humanos, englobando ativismo cívico, ativismo espiritual e  e ativismo anti-guerra de Pacifismo da Sul-coreano.  Conduziu a atividade para a Liberdade Religiosa de 2003 - 2010.

## Página Principal
- «CO Kang We-suck's infamous letter to Olympic medalist Park Tae-hwan» (em inglês)
- «SNU Student Campaigns Against Two Taboos» (em inglês). Koreatimes 2008.07.11
- «Two conscientious objectors convicted» (em inglês). Koreatimes 2007.06.02
- «대광고 강의석군, 퇴학에서 승소까지» (em coreano). 국민일보 2010.04.23
- «Court Rules Against Religion Class Denial» (em inglês). Koreatimes 2008.05.09
- «Religious freedom in schools» (em inglês)
- «Religious Freedom» (em inglês)
- CO Kang We-suck's infamous letter to Olympic medalist Park Tae-hwan
- 학교내 종교 자유 카페
- Kang We-seok facebook
- 바보 강의석blog
- Kang We-seok, twitter